# Deslocalització web
Deslocalització web és un fenomen informacional que afecta a la difusió dels continguts i es caracteritza pel fet que el seu propietari, malgrat que disposa de web pròpia, decideix emmagatzemar-los i publicar-los en una altra plataforma que li ofereix potencials avantatges tant en l'abast de la seva difusió com en majors capacitats d'interacció entre l'usuari i les dades.

## Exemple
S'hi poden veure exemples d'aquest fenomen en l'àmbit de la informació estadística pública, en organismes com l'Institut d'Estadística de Catalunya (IDESCAT) i l'Institut Nacional d'Estadística (INE) que han realitzat una deslocalització web de conjunts de dades a la plataforma de Google Public Data Explorer.

## Etimologia
El concepte pren el seu nom de l'analogia amb el terme deslocalització que s'ha definit des del món de les ciències socials.
El terme està encunyat pels professionals de la informació: Isra Pedrós i Antonio-Lázaro Fernández-López, sent aquest últim qui el va presentar en les Primeres Jornades de Documentació de la Comunitat Valenciana, el 20 d'octubre de 2011 en una ponència titulada "La informació estadística oficial de la Generalitat Valenciana: canales y formas de difusión".